# Nikolai Levashov
Nikolai Viktorovich Levashov (tiếng Nga: Никола́й Ви́кторович Левашо́в; ngày 8 tháng 2 năm 1961 – ngày 11 tháng 6 năm 2012) là một nhà huyền bí học và nhà chữa bệnh tâm linh người Nga, nổi tiếng qua một số cuốn sách viết về sự sống trong vũ trụ, lịch sử Slav, nguồn gốc của loài người trên Trái Đất và các chủ đề khác. Từ năm 1991-2005, ông nổi tiếng ở nước Mỹ vì một số nguyên nhân gây tranh cãi liên quan đến bệnh nhân của mình. Một trong những cuốn sách của ông bị xếp vào loại bài Do Thái và cực đoan nên bị cấm ở Nga. Ông từng là lãnh đạo của một tổ chức công chúng "Renaissance. The Golden Age" được Giáo hội Chính thống Nga coi là một giáo phái tận diệt.

## Tiểu sử
Nikolai Levashov sinh năm 1961 tại Kislovodsk. Sau khi tốt nghiệp khoa vật lý phóng xạ lý thuyết, Đại học Kharkiv, ông nhập ngũ Quân đội Liên Xô. Levashov qua đời vào ngày 11 tháng 6 năm 2012.
Cuối thập niên 1980, Levashov bắt đầu các hoạt động công khai của mình. Theo cuốn tự truyện "Tấm gương của tâm hồn tôi", đến mùa hè năm 1988, ông đã bắt đầu hành nghề chữa bệnh. Kết hôn lần thứ hai, với một nhà ngoại cảm, Mzia, mà ông trợ giúp trong các màn trình diễn về thần kinh và thôi miên trên sân khấu. Cùng với Allan Chumak và những người chữa bệnh khác, Levashov đang cố gắng thành lập Tổ chức Y học Thay thế do nhà nước điều hành, đề nghị Bộ Hải quân Liên Xô hỗ trợ.
Đồng thời Levashov tuyên truyền ý tưởng của mình trong Bộ Ngoại giao. Scott Shane, một nhà báo người Mỹ của tờ The Baltimore Sun ở Nga, viết rằng Levashov cho biết mình có thể nói chuyện với cá heo, làm sạch không khí thành phố ô nhiễm bằng trí lực, chữa bệnh qua điện thoại, xem các cơ quan nội tạng qua da, v.v... Shane đã gặp Levashov tại cuộc họp giao ban ở Bộ liên quan đến Nội chiến Angola, mặc dù "Nikolai Levashov giải thích một cách khiêm tốn rằng ông không biết gì về quan hệ quốc tế". Scott Shane tin rằng sự gia tăng của các nhà giả khoa học như Chumak và Levashov là mặt trái tiêu cực của việc nới lỏng kiểm duyệt ở Liên Xô.
Tháng 7 năm 1990 Đài truyền hình Trung ương Liên Xô phát một bộ phim về vợ chồng Levashov. Nó dựa trên khẳng định của Mzia và Nikolai và dựa trên một vụ thử nghiệm đầy tranh cãi vì liên quan đến nhận thức ngoại cảm với sự tham gia của bốn nhà báo. Trong số bốn người được thử nghiệm, M. Dekhta là bạn của Levashov, và Ruben Isahakyan là một người chữa bệnh khác, người sau này đã thành lập một công ty chuyên về y học thay thế, Altimed.

### Thời kỳ ở Mỹ
Năm 1991, Nikolai Levashov và cô vợ thứ ba tên Svetlana (nhũ danh Serëgina hoặc Žymantienė) đến thăm nước Mỹ và định cư ở California trong suốt 15 năm.
Nikolai bắt đầu hành nghề chữa bệnh tại Trường Y học Cổ truyền Trung Quốc Mỹ, gồm hai nhân viên trong ba căn phòng. Ông có dịp làm quen với một gia đình người Armenia gốc Liên Xô, vốn là dân Orbel. George Orbelian và vợ là Marcia Paulsen-Orbelian ủng hộ Levashov, thường hay nói về ông trên đài truyền hình địa phương và dịch sách của ông từ tiếng Nga sang tiếng Anh. Levashov cũng được phát trên Đài Tiếng nói Nga (San Francisco).
Tên tuổi của Levashov được nhắc đến trong sách báo của nhà chiêm tinh Jeanne Avery, "người chữa bệnh ở khoảng cách xa" Robert Ginsburg, nhà trị liệu theo trường phái Reich Richard Blasband và phòng khám y học thay thế Trung tâm Nghiên cứu Chức năng, và "nhà điều trị" Todd Telford. Barbara Koopman (Bác sĩ, Tiến sĩ lão khoa), người nghiên cứu hiện tượng chữa bệnh tâm thần, nói rằng Levashov coi việc hiểu được tính dị hướng của vũ trụ là điều cần thiết để tạo ra hoặc giải thể vật chất nhằm mục đích chữa bệnh.
Những người hoài nghi khoa học đã viết về Levashov và cách chữa bệnh của ông. Michael Shermer cho đăng một bài báo trên tạp chí Skeptic nói rằng B. Koopman tin tưởng Levashov vì ông được cho là đã chữa khỏi bệnh ung thư cho bạn của mình là nữ diễn viên Susan Strasberg. Tuy vậy, vào tháng 1 năm 1999, Strasberg lại qua đời vì bệnh ung thư.
Một trường hợp khác là cái chết của Elisabeth Targ. Một nhà tâm lý học nổi tiếng tin vào các nhà tâm linh, bà được chẩn đoán mắc u nguyên bào thần kinh đệm đa dạng ở độ tuổi 40; rồi được chỉ định xạ trị. Targ đã hỏi ý kiến các bác sĩ về phương thức điều trị thay thế bao gồm Levashov. Như Po Bronson viết, "phòng ngủ của bà ấy biến thành rạp xiếc. Những người chữa bệnh từ khắp nơi xuất hiện... Có một vũ công mặt trời Lakota đã đốt cháy nhà hiền triết; Nikolai Levashov, một nhà ngoại cảm người Nga vẫy đôi tay của mình; một chuyên gia châm cứu với các loại thảo mộc quý hiếm của Trung Quốc; một nhân viên năng lượng sử dụng các phương pháp của người Miwok". Levashov tuyên bố ông đã chữa khỏi bệnh ung thư và thuyết phục Targ ngừng xạ trị. Tình trạng sức khỏe của bà ấy trở nên xấu hơn, nhưng Levashov khẳng định đó không phải là ung thư mà là một số mô hoại tử. Trong ba tuần, Targ chết vì u nguyên bào thần kinh đệm. Câu chuyện này được đăng trên tạp chí Wired và được Vic Stenger dùng trong một bài báo cho tờ Skeptical Briefs.
Tuy nhiên, một trường hợp khác, thu hút nhiều phản ứng trái chiều từ dư luận và giới nghiên cứu, đó là Isabelle Prichard 13 tuổi, năm 2007 cũng bị u nguyên bào thần kinh đệm đa dạng. Sau nhiều buổi chữa bệnh (một số trong đó được tiến hành qua điện thoại), Levashov tự nhận mình đã chữa khỏi bệnh ung thư và thuyết phục cha mẹ của Prichard từ chối phẫu thuật, trái với lời khuyên của các bác sĩ. Cục Dịch vụ Nhân sinh Oregon nói rằng cha mẹ trẻ có quyền từ chối điều trị vì lý do tôn giáo và bị Steven Novella đổ lỗi. Tình trạng thuyên giảm tạm thời đã khiến Barbara Koopman viết các bài báo ca ngợi "sự chữa lành kỳ diệu", và đài CBS bèn phát sóng một tập trong chương trình Unsolved Mysteries Quyết định của cha mẹ Prichard đã bị chỉ trích trong cuốn The Skeptic's Dictionary và trong một cuốn sách của T. Riniolo.

### Trở về nước Nga
Năm 2006, Levashov trở lại Nga, nơi ông tăng cường hoạt động công khai: xuất bản nhiều sách và được mời tham dự trên TV và đài phát thanh, bao gồm REN TV, Channel One, TV-3, Russia 1 và những chương trình khác. Một trong những tuyên bố nổi tiếng nhất của ông là các đợt nắng nóng mùa hè ở Bắc bán cầu năm 2010 là kết quả của "Vũ khí Biến đổi Khí hậu" của Mỹ, và ông nói rằng chính ông đã cứu nước Nga khỏi loại vũ khí đó. Levashov là người ủng hộ thuyết âm mưu HAARP. Ông ủng hộ tính xác thực của Sách Veles, quá trình người ngoài hành tinh thuộc địa hóa Trái Đất, một thuyết giả lịch sử gần với Niên đại mới (dù Levashov không đề cập đến Anatoly Fomenko), và sự tồn tại của "lục địa thất lạc" Atlantis. Ông phản đối việc tiêm phòng vắc-xin và thực phẩm biến đổi gen. Levashov là một người theo chủ nghĩa vô thần, và mạnh mẽ phản đối Kitô giáo, dù cho quan điểm của ông khác xa chủ nghĩa duy vật.
Một số người dẫn chương trình truyền hình và báo chí đã giới thiệu Levashov như một nhà vật lý hoặc khí tượng học chuyên nghiệp trong khi những người khác chỉ trích và gọi ông là một "nhà giả khoa học".
Levashov đã viết khoảng nửa tá cuốn sách có sẵn trên bản in và trực tuyến; một trong những cuốn sách có cái tên đậm chất chủ nghĩa bài Do Thái "Lịch sử Nga nhìn qua những tấm gương méo mó", đã bị Tòa án vùng Kaluga cấm xuất bản hoặc phân phối ở Nga do chủ nghĩa cực đoan của nó.
Tháng 5 năm 2007 Levashov thành lập một tổ chức công khai mang tên "Renaissance. The Golden Age" (tiếng Nga: Возрождение. Золотой век) được Giáo hội Chính thống Nga coi là một giáo phái tận diệt. Tổ chức có trụ sở chính tại Moscow, 18 chi nhánh ở Nga và 4 chi nhánh ở nước ngoài, tại Kiev, Chişinău, Minsk và Kharkiv. Tổ chức này không được đăng ký với Bộ Tư pháp Nga.
Các thành viên của "Renaissance. The Golden Age" phổ biến chủ thuyết của Levashov. Họ tổ chức các cuộc mít tinh ủng hộ Levashov và phản đối thực phẩm biến đổi gen và tiêm chủng vắc-xin tại nhiều thành phố của Nga, quảng cáo sách của Levashov trên Internet và trên báo chí. Họ tiến hành những buổi hội thảo trong các trường học và đại học nhằm phổ biến các ý tưởng của Levashov và các lý thuyết giả khoa học khác như telegony. Ở Petropavlovsk-Kamchatsky họ đã cảm hóa một giáo viên tên là O. Shepetovskaya, đi theo tổ chức của họ; Những ý tưởng của Levashov sau đó đều được đem ra giảng dạy tại trường #45 của cô.

## Ấn phẩm
- Россия в кривых зеркалах (Russian History Viewed through Distorted Mirrors), 2007 (bị cấm tại Nga vì mang tính bài Do Thái[3])
- Последнее обращение к человечеству... (The Final Appeal to Mankind), М.: Русский терем, 1997. — 336 trang. ISBN 978-5-4264-0012-2. 9000 bản in.
- Неоднородная Вселенная (The Anisotropic Universe),  Архангельск: Правда севера, 2006, — 396 trang. ISBN 5-85879-226-X. 5000 bản in.
- Возможности Разума. Сборник статей (Spirit and Mind; Abilities of Mind), Архангельск: Правда Севера, 2006, — 278 trang. ISBN 5-85879-278-2. 2000 bản in.
  - 2nd edition, М.: Издатель И. В. Балабанов, 2008, — 208 trang. ISBN 978-5-91563-008-5. 5000 bản in.
  - 3rd edition, СПб: Издательство Митраков, 2011, — 304 trang. ISBN 978-5-426-40007-8. 5000 bản in.
- Зеркало моей души, т.1 (The mirror of my soul, vol. 1), СПб: Издательство Митраков, 2010, — 528 trang. ISBN 978-5-426-40001-6. 5000 bản in.
- Зеркало моей души, т.2 (The mirror of my soul, vol. 2), СПб: Издательство Митраков, 2011, — 544 trang. ISBN 978-5-426-40008-5. 5000 bản in.
- Сказ о Ясном Соколе. Прошлое и настоящее, СПб: Издательство Митраков, 2011 — 192 trang. ISBN 978-5-426-40002-3. 7000 bản in.

Một cuốn sách của vợ Levashov là Svetlana Levashova được xuất bản:
- Откровение (Revelation), СПб: Издательство Митраков, 2011. (in two volumes). 7000 bản in.